# Archer (Iowa)
Archer es una ciudad situada en el Condado de O'Brien, Estado de Iowa (Estados Unidos). Según el censo de 2000 tenía una población de 126 habitantes.

## Demografía
Según el censo de 2000, había 126 personas, 55 hogares y 40 familias residiendo en la localidad. La densidad de población era de 508,53 hab./km². Había 63 viviendas con una densidad media de 243,2 viviendas/km². El 99,21% de los habitantes eran blancos y el 0,79% asiáticos. 
Según el censo, de los 55 hogares, en el 25,5% había menores de 18 años, el 67,3% pertenecía a parejas casadas, el 5,5% tenía a una mujer como cabeza de familia, y el 25,5% no eran familias. El 23,6% de los hogares estaba compuesto por un único individuo, y el 20,0% pertenecía a alguien mayor de 65 años viviendo solo. El tamaño promedio de los hogares era de 2,29 personas, y el de las familias de 2,68.
La población estaba distribuida en un 19,8% de habitantes menores de 18 años, un 8,7% entre 18 y 24 años, un 18,3% de 25 a 44, un 21,4% de 45 a 64, y un 31,7% de 65 años o mayores. La media de edad era 48 años. Por cada 100 mujeres había 77,5 hombres. Por cada 100 mujeres de 18 años o más, había 87,0 hombres.
Los ingresos medios por hogar en la localidad eran de 34 688 dólares ($), y los ingresos medios por familia eran 39 167 $. Los hombres tenían unos ingresos medios de 26 375 $ frente a los 20 833 $ de las mujeres. La renta per cápita para la ciudad era de 15 958 $. El 1,6% de la población estaba por debajo del umbral de pobreza. El 6,1% de los habitantes de 65 años o más vivían por debajo del umbral de pobreza.

## Geografía
Según la Oficina del Censo de los Estados Unidos, la localidad tiene un área total de 0,25 km², la totalidad de los cuales corresponden a tierra firme.